# Paul Aymé
Paul Aymé (Marseille, 29 de Julho de 1869 — Madrid, 25 de Julho de 1962) foi um tenista francês.
Ganhador de quatro torneios de Roland Garros: 1897, 1898, 1899 e  1900.